# جبرائيل حداد
جبرائيل حداد(1865م ــ1923م) سياسي من طرابلس الشام ،مدير المطبوعات في الإسكندرية.مساعد أركان حرب اللورد اللنبي، مستشارًا محليًا للكولونيل ستورس.

## ولادته وتحصيله
جبرائيل بن ميخائيل الحداد(1865م ــ1923م) ولد في طرابلس الشام لبنان ،تلقى تعليمه في المدرسة الأميركية لبنان.

## عمله ووظائفه
انتقل إلى مصر.رافق الحملة البريطانية الأولى إلى السودان كمترجم، وكتب "تاريخ الحرب السودانية" توثيقًا لتلك الفترة.شغل منصب مساعد في أركان حرب اللورد اللنبي عند دخوله القدس.عمل مستشارًا محليًا للكولونيل ستورس، حاكم القدس، بعد سيطرة الإنجليز عليها.مُنح رتبة جنرال (باشا).عين مديرًا للأمن العام في حكومة علي رضا الركابي الثانية / مجلس المديرين/ الحكومة السوريا برئاسة الأمير فيصل الاول في دمشق عام 1919م .انتقل مع الملك فيصل إلى العراق.عين مديرًا للمطبوعات في الإسكندرية.يذكر إبراهيم سالم الزاملي في كتابه "فلسطين في التقارير البريطانية 1919 – 1947م" أن جبرائيل حداد كان يعمل في المخابرات البريطانية.

## وفاته
توفي في نيس، فرنسا عام 1923م، إثر عملية جراحية.